# Söderby
Koordinaten: 59° 0′ N, 23° 21′ O
Söderby (estlandschwedisch Serbe) ist ein Dorf (estnisch küla) in der Landgemeinde Vormsi (Vormsi vald) im Kreis Lääne. Der Ort liegt im Osten der viertgrößten estnischen Insel Vormsi (deutsch Worms, schwedisch Ormsö).

## Einwohnerschaft und Lage
Söderby hat heute nur noch zwei Einwohner (Stand 31. Dezember 2011). Das Dorf war bis zum Zweiten Weltkrieg wie alle Dörfer Vormsis mehrheitlich von Estlandschweden besiedelt.
Der Ort wurde erstmals 1540 unter dem Namen Suderbw urkundlich erwähnt. 1565 ist er als Södherby verzeichnet. 1604 wurde die Hoflage errichtet, die ab ca. 1753 mit dem weiter westlich gelegenen Magnushof (Suuremõisa) verbunden wurde. Ein Teil des Lands wurde im 19. Jahrhundert der orthodoxen Kirchengemeinde von Hullo geschenkt, die 1886 ins Leben gerufen worden war.